# Bernard Wesseling
Bernard Wesseling (Amsterdam, 7 december 1978) is een Nederlands schrijver en dichter.

## Loopbaan
Wesseling debuteerde op vijfentwintigjarige leeftijd met de roman 'De favoriet', een semiautobiografisch verhaal over de bijzondere vriendschap tussen een twaalfjarige jongen en een oudere man. Als slamdichter had Wesseling al enige faam toen zijn dichtbundel 'Focus' in 2006 uitkwam bij uitgeverij Nieuw Amsterdam. Hij won hiermee de C. Buddingh'-prijs voor beste debuutbundel. Vijf jaar later kwam zijn tweede roman 'Portret van een onaangepaste' uit bij uitgeverij Nieuw Amsterdam. Opnieuw een verhaal over vriendschap, waarin een van de hoofdpersonages losjes gebaseerd is op de Amsterdamse dichter Eus Kuiper. Zijn tweede dichtbundel 'Naar de daken' kwam uit in 2012 bij Em. Querido's Uitgeverij. Deze bundel werd genomineerd voor de J.C. Bloem-poëzieprijs, maar de prijs ging naar Mischa Andriessen.
In 2013 trad Wesseling op in het televisieprogramma De Wereld Draait Door, met een gedicht over voetballer Cristiano Ronaldo. Hij organiseert een 'Literair variété' in theater De Roode Bioscoop en staat regelmatig op verschillende festivals in België en Nederland.